# Španělský sál

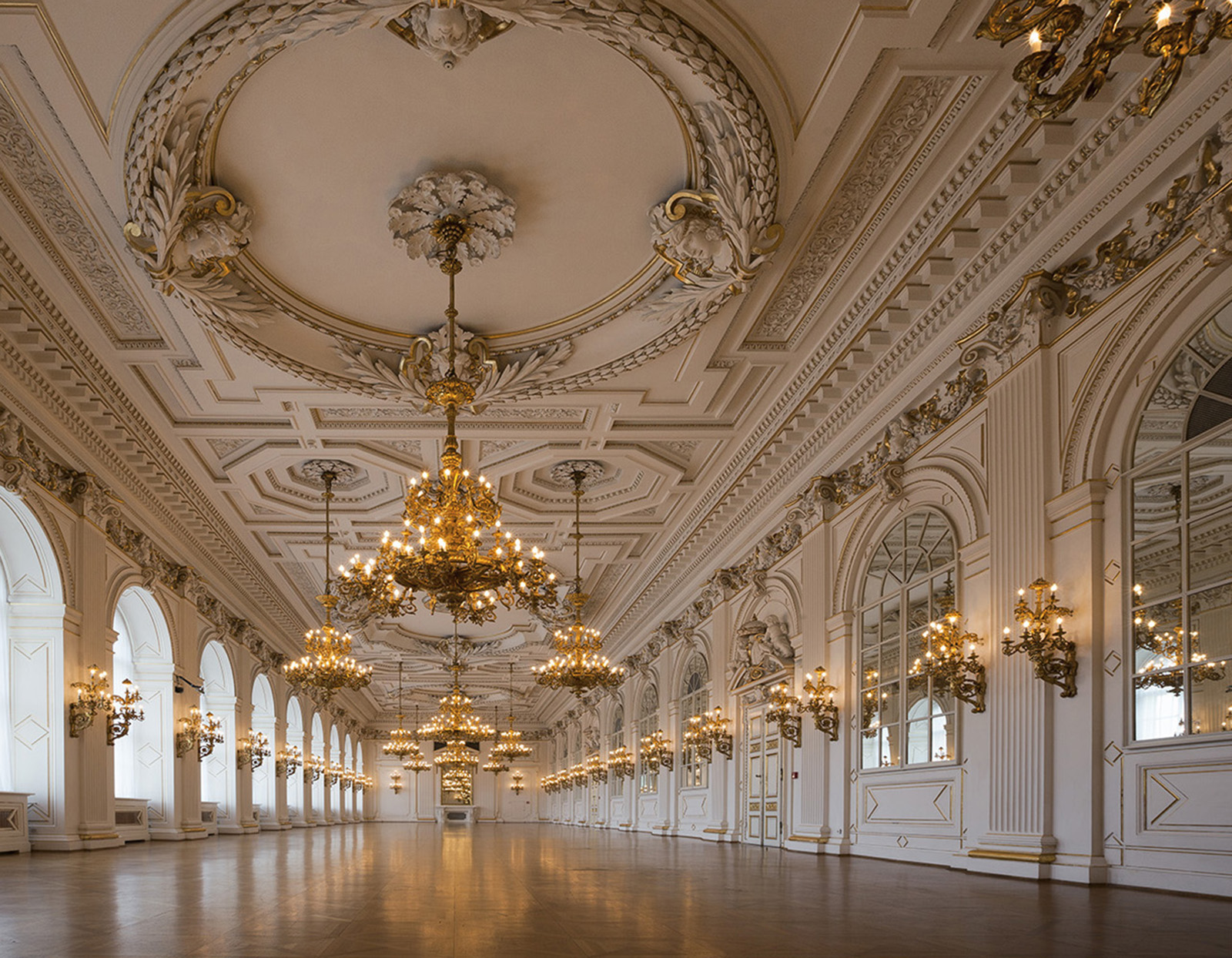
Německý sál Pražského hradu, foto Ivan Pinkava (2019)

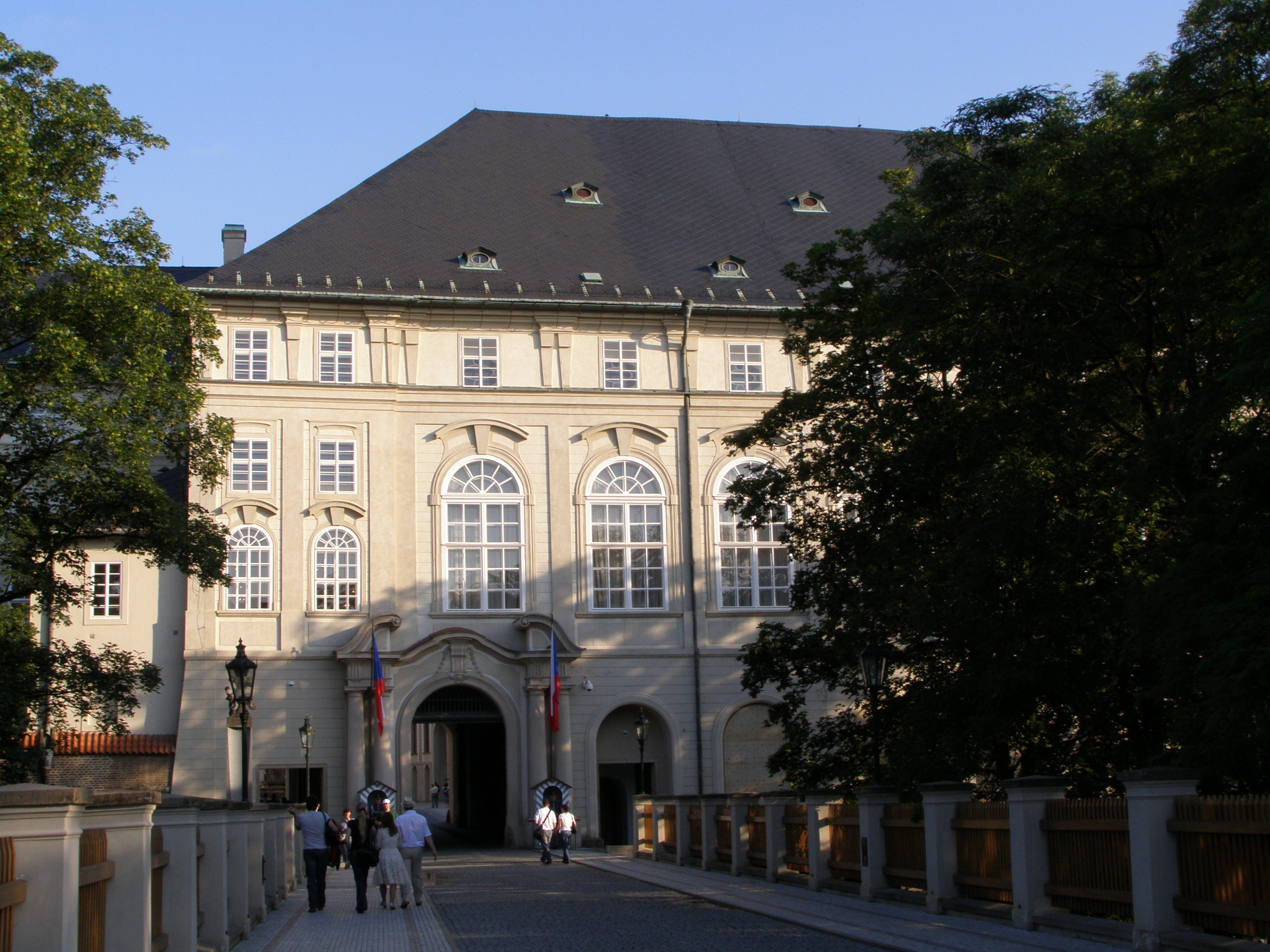
Pohled na okna Španělského sálu od Prašného mostu

Španělský sál je největším slavnostním prostorem Pražského hradu v severním křídle Nového královského paláce nad vstupní branou směrem od Prašného mostu. Užívá se pro reprezentační shromáždění, velké recepce prezidenta republiky, slavnostní koncerty a podobně.

## Historie a popis
Obdélný sál o rozměrech 47 × 24 m s plochým štukovým stropem ve výšce 13 m a velmi bohatou štukovou výzdobou, s dvakrát devíti okny ve dvou patrech v severní stěně. Na východní straně k němu přiléhá poněkud užší Rudolfova galerie (Německý sál). Do sálu se vstupuje z průjezdu Matyášovy brány po schodišti Plečnikovy Sloupové síně a přes Rothmayerův sál.
Nový, od 18. století Španělský sál byl patrně původně navržen italským architektem Giovanni Gargiolim pro Rudolfovu obrazárnu jako dvoulodní se čtyřmi sloupy uprostřed, byl však dostavěn až počátkem 17. století podle plánů Giovanni Maria Filippiho a dokončen možná až za Ferdinanda II. Část původní rudolfínské štukatury se zachovala dodnes. V sále se původně nacházely sochy z Rudolfových sbírek. Po pruském obléhání Prahy roku 1757 byl sál opravován a roku 1783 nově vymalován. V letech 1867–1868 prošel důkladnou rekonstrukcí v souvislosti s plánovanou korunovací Františka Josefa I. českým králem. Tehdy byly zcela nově postaveny dvě kratší stěny sálu, vznikly nové štuky na stropě i na stěnách, čímž sál získal dnešní podobu. Sál dnes osvětluje přes dva tisíce žárovek.